# Tešub

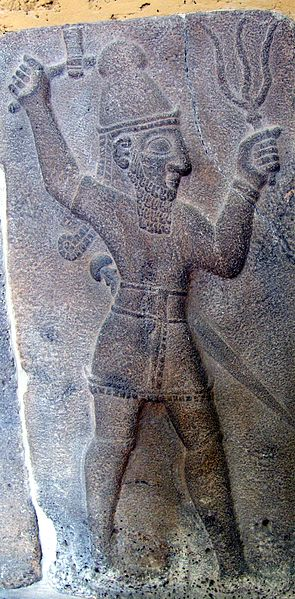
Tešub na basreliéfu z chetitského města Sam'al, Pergamonské muzeum, Berlín

Tešub, též Teššub, je churritský bůh bouře, jež byl také převzat Chetity, přičemž u obou národů zaujímal místo nejvyššího božstva a krále na nebesích. Chetity byl také ztotožněn s jejich vlastním bohem bouře Tarhunnou. Uctíván byl také Urarťany jako nejvyšší bůh jménem Tešeba. Je označován za krále z Kummiji a jeho manželkou je Hepat, s kterou měl syna Šarruma.
Z mýtu o střídání božských generací pravděpodobně vychází Hésiodova Theogonie, kde stojí na místě Tešuba Zeus a Fénické dějiny Filóna z Byblu kde toto místo zaujímá Baal-Chadad.

## Prameny
O Tešubovi vypráví především chetitské texty vycházející z churritské přelohy: Královská moc na nebesích, Královská boha KAL a Píseň o Ullikummim. Tešubovo jméno v nich však není přímo uváděno, jsou použity znaky s významem „bůh bouře“, které však lze k churritskému původu příběhu číst jako Tešub.
Text Královská moc na nebesích je v mnoha částech torzovitý a těžko rekonstruovatelný, ale v zásadě pojednává o násilných změnách vlády na nebesích, při kterých syn svrhává svého otce. Tešub je synem Kumarbiho a byl počat tak že Kumarbi během převratu spolkl mužství svého otce Anua. Společně s Tešubem se zrodili i jeho sourozenci: Aranzach – bohyně řeky Tigris, Tašmišu, Marduk a KA.ZAL „rozkoš“. Konec příběhu je nejasný, ale vypráví nejspíše o neúspěšném pokusu přemluvit Anua aby mu pomohl svrhnout Kumarbiho, Tešubově kletbě vyslovené nad několika bohy a jeho posvátném býkovi jménem Šeri.
Text Královská moc boha KAL, jež je velmi fragmentární, vypráví o božstvu zapsaném znakem KAL, jehož churritské i chetitské jméno je neznámé. Ten od Tešuba přejal vládu na nebesích tím že mu vzal s rukou uzdu a bič. Zároveň snad byl ustanoven králem i bohem Eaem, Ea se však nakonec společně s Kumarbi rozhodne KALa svrhnout, protože ten nekraluje správným způsobem. Tešub se svým vezírem Ninurtou následně KALa nějakým způsobem fyzicky potrestají, snad zmrzačí.
Text Píseň o Ullikummim vypráví o tom jak Kumarbi pokoušel svrhnout Tešuba a zplodil tak se Skálou kamennou příšeru Ullikummiho. O zrození tohoto tvora informuje Tešuba bůh slunce a ten se pak se svým bratrem Tašmišuem a sestrou Ištarou vydávají na horu Chazzi aby jej spatřili. Tam se Tešub rozpláče a označí Ullikummiho za neporazitelného. Bohové se nakonec vydají s monstrem bojovat, ale jsou poraženi a Tešub se chystá na předání vlády. Přesto se však Tešub vydává pro radu za Eaem a nakonec je dosaženo řešení: Ullikummi je oddělen od Uppeluriho na němž vyrůstal čepelí jíž byla oddělena země od nebes. Zbytek textu je ztracen, ale zjevně pojednával o Tešubově vítězství.